# Space Crusade (компьютерная игра)
Space Crusade (Космический Крестовый Поход) — компьютерная игра, пошаговая тактика, разработанная студией Gremlin Interactive. Первая игра на основе настольной приключенческой игры с тем же названием, происходящая в сеттинге Warhammer 40,000 студии Games Workshop. Издана в 1992 году. Имеет возможность игры в псевдо-3D режиме. В том же году было выпущено дополнение Space Crusade: The Voyage Beyond, содержащее дополнительные 10 заданий. Версия игры для ZX Spectrum заняла 24-е место в списке ста лучших игр для этой платформы по версии читателей журнала Your Sinclair.
| Иноязычные издания | Иноязычные издания |
| Издание            | Оценка             |
| ------------------ | ------------------ |
| Zzap               | 93 %               |
| CU Amiga           | 92 %               |
| Amiga Action       | 91 %               |
| Amiga Computing    | 91 %               |
| Your Sinclair      | 92 %               |
| Sinclair User      | 91 %               |
| Crash              | 91 %               |

## История создания
После успеха игры HeroQuest, которая базировалась на одноимённой настольной игре Games Workshop, Gremlin Interactive решили адаптировать другую популярную настольную игру от тех же издателей — Space Crusade.

## Игровой процесс
Под управлением игрока отряд из четырёх десантников и сержанта, которых засылают на корабли Орков. На выбор есть три ордена: Кровавые Ангелы (специализация навыков — универсальная), Имперские Кулаки (ближний бой) и Ультрамарины (дальний бой).